# Money Won't Change You
"Money Won't Change You" é uma canção gravada por James Brown em 1966. Foi lançada em single de duas partes pela King Records. Alcançou o número 11 da parada R&B e número 53 da parada Pop.
Foi sua terceira música de protesto, depois de "Don't Be a Drop-Out" e "Get it Together", canções gravadas no despertar do Movimento dos direitos civis dos negros nos Estados Unidos.
Ambas as partes do single foram incluídas no álbum de 1967 James Brown Sings Raw Soul.
Em versão sem edição da canção apareceu pela primeira vez no box set de 1991 Star Time.

## Versões cover
Aretha Franklin fez uma cover de "Money Won't Change You" em seu álbum de 1968 Lady Soul.